# Alpha-Omega
Alpha-Omega è il terzo album in studio del gruppo hardcore statunitense Cro-Mags, pubblicato nel 1992.

## Tracce
1. See the Signs – 4:07
2. Eyes of Tomorrow – 3:28
3. The Other Side of Madness (Revenge) – 6:02
4. Apocalypse Now – 8:08
5. Paths of Perfection – 3:05
6. Victims – 4:41
7. VII (Instrumental) – 1:18
8. Kuruksetra – 4:11
9. Changes/Cro-Mags Jam – 12:11

## Formazione
- John Joseph – voce
- Harley Flanagan – voce, basso
- Doug Holland – chitarra
- Gabby Abularach – chitarra
- Dave DiCenso – batteria